# Ковардицы
Ковардицы — село в Муромском районе Владимирской области России. Административный центр Ковардицкого сельского поселения.

## География
Расположено в 1,5 км на северо-запад от Мурома на автодороге 17Р-1 Владимир – Муром – Арзамас, ж/д платформа «10 км» на линии Муром — Ковров.

## История
По писцовым книгам 1629—30 годов село Ковардицы значилось за вотчинником Григорием Андреевичем Плещеевым и за сыном его Иваном Григорьевичем, в селе тогда была церковь в честь Воскресения Христова с приделами во имя Святого Николая Чудотворца и святых великомучениц Екатерины и Параскевы. Окладные книги 1676 года подтверждают существование в селе церкви Воскресенья Христова и 84 дворов. Деревянная церковь во имя Воскресенья Христова к 1840 году весьма обветшала, а после громового удара, разрушившего главу и купол, стала почти совсем неудобной для богослужения. В 1842 году началось строительство каменного храма, который был построен и освящен в 1854 году. Престолов в этом храме было три: главный в память обновления храма Воскресения Христова, в приделах теплых во имя Святого Николая Чудотворца и святой праведной Елизаветы. В конце XIX века приход состоял из села Ковардиц, сельца Лопатина, сельца Малого Макарова и деревень: Среднего Макарова, Нежилова, Треховиц, в которых по клировым ведомостям значилось 390 дворов, 1062 мужчины и 1253 женщины. В Ковардицах имелась церковно-приходская школа, учащихся в 1896 году было 29. В годы Советской Власти церковь была полностью разрушена.
До революции село являлось центром Ковардицкой волости Муромского уезда. В 1859 году в селе числился 71 двор, в 1905 году — 134 двора.
В годы Советской власти центр Ковардицкого сельсовета, центральная усадьба колхоза им. Дзержинского, с 2005 года — центр Ковардицкого сельского поселения.

## Население
| 1859  | 1897 | 1905 | 1926 | 2002  | 2010  | 2012  |
| ----- | ---- | ---- | ---- | ----- | ----- | ----- |
| 468   | ↗563 | ↗769 | ↗849 | ↗1401 | ↗1504 | ↘1472 |
| 2021  |      |      |      |       |       |       |
| ↗1697 |      |      |      |       |       |       |

## Инфраструктура
В селе расположены Ковардицкая средняя общеобразовательная школа (открыта в 1995 году), центр дополнительного образования детей, фельдшерско-акушерский пункт, участковый пункт полиции, отделение почтовой связи.

## Экономика
- племенной завод «Нива» (сельхозпредприятие)